# ارکادیا (شهرستان وویچ)
ارکادیا (شهرستان وویچ) (به لهستانی:  Arkadia) یک روستا در لهستان است که در گمینا نگبوروو واقع شده‌است. ارکادیا ۲۵۰ نفر جمعیت دارد.